# 이선화 (골프 선수)
이선화(李宣和, 1986년 2월 10일 ~ )는 대한민국의 프로골프 선수이다.
키 165cm, 몸무게 62kg의 다부진 체격으로 2000년 '한국여자프로골프'(KLPGA) 입회로 데뷔하였다. 2006년 LPGA 투어 숍라이트클래식 우승으로 세계에 알려진 선수이다. 이후 2007년 LPGA 투어 HSBC매치플레이챔피언십 우승, 2008년 LPGA 투어 긴트리뷰트 우승, 2008년 LPGA 투어 P&G뷰티 NW아칸소챔피언십 우승하였다. 현재 미국에서 활동 중이다.

## 학력
- 천안서여자중학교
- 천안여자상업고등학교
- 단국대학교 체육대학 스포츠과학부 재학 중

## 출전 기록
- 2008년 LPGA 투어 P&G뷰티 NW아칸소챔피언십 우승
- 2008년 LPGA 투어 긴트리뷰트 우승
- 2007년 LPGA 투어 HSBC매치플레이챔피언십 우승
- 2006년 KLPGA 선수공로상
- 2006년 LPGA 투어 루이스 석스 롤렉스 신인상
- 2006년 LPGA 투어 숍라이트클래식 우승
- 2006년 LPGA 투어 다케후지클래식 2위
- 2005년 KLPGA 투어 하이트컵 여자골프 1위
- 2005년 KLPGA 2부투어 1위
- 2003년 제1회 하이마트 여자프로골프 1위
- 2001년 MC스퀘어여자프로골프대회 1위
- 2000년 KLPGA 미사일 드림투어 1위
- 1998년 스포츠조선 엘로드배 전국중고등학생 골프대회 1위
- 1998년 FARMAX배 전국중고등학생 골프대회 1위
- 1998년 KGM그린 국제 골프배 전국중고등학생 골프대회 1위

## 에피소드
이선화는 2010년, 여자골프 시즌 첫 메이저대회인 크래프트나비스코챔피언십에서 실격 당할 뻔했다.
나비스코챔피언십은 대회에 앞서 프로암을 치른다. 출전선수와 타이틀 스폰서가 초청한 아마추어들이 함께 플레이를 하는 것이다. 2010년 3월 31일 이선화는 프로암 출전선수 명단에 포함되지 않고, ‘대기 명단’에 올랐었다. 공교롭게도 프로암에 출전하려던 패티 시한 등 2명이 사정으로 프로암에 나가지 못하게 됐다. 이 때문에 미국 LPGA 투어 측은 급히 대기 선수를 불렀는데, 이선화는 다행히 티오프 시각 전에 연락이 닿아 제시간에 프로암에 나갈 수 있었다. 그러나 다음 순번인 헬렌 알프레드슨과 마리아 요르트는 연락이 제대로 닿지 않았고, 두 선수는 프로암 티오프 시각을 맞추지 못했다. 미국 LPGA 투어 측은 ‘프로암에 불참한 선수는 그 대회에 나갈 수 없다’는 규정을 들어 알프레드슨과 요르트에게 대회 실격 통보를 했다.
이선화도 연락이 늦게 됐거나, 다른 일이 있어서 프로암 시각에 마추지 못했더라면 두 선수처럼 본 대회에 나가기도 전에 실격을 당할 뻔한 순간이었다.

## 기타
미국 LPGA(여자프로골프협회) 투어 프로들은 플로리다주 올랜도에 많이 살고, KLPGA 투어 선수들은 서울 경기 등 수도권에 주로 거주하는 것으로 나타나는데, 레슨을 받기 쉽고, 대회장이나 골프장을 오가기 편한 곳을 선택한 것이다.
미국 LPGA 투어 내 한국 선수들이 많이 사는 곳은 단연 올랜도인데, 이선화, 박세리, 김미현, 장정, 이지영, 이정연, 유선영, 이미나, 김송희, 최나연, 허미정 등 10여 명이 이곳에 살았다. 김미현이 2010년 4월 초 나비스코챔피언십에 출전하는 동안 두 살배기 아들이 할머니와 머무른 곳도 대회장이 아닌 올랜도 집이었다.
한국 선수들이 올랜도에 몰려 있는 것은 골프 아카데미 및 코치와 접근하기 쉽기 때문이다. 골프 아카데미의 마이크 밴더 코치는 이선화와 김주미의 스승이다. 앤드루 박 데이비드 레드베터 아카데미 코치는 이지영, 유선영, 허미정 등을 가르치고 있다. 코치와 선수가 늘 함께 해야 하는 특수성이 거주 환경을 만드는 것이다.
그래서 유명 골프 아카데미가 몰려 있고 선수들도 많이 살아 올랜도가 '골프 선수촌'으로 인식될 정도이다. 날씨가 좋고 골프장이 많을 뿐더러 세금도 다른 주보다 절반 정도 낮아 플로리다주에 골프 프로들의 집이 몰려 있다.
대한민국의 KLPGA 투어 선수 중 70% 가량이 수도권에 사는데,  2010년의 시즌 투어 카드를 딴 113명 중 서울(25명), 경기(46명), 인천(5명) 등 수도권의 거주자가 76명에 달한다.
경기도에서는 용인이 19명으로 가장 많고, 거주하는 선수들은 서희경, 김하늘, 이보미, 이정은, 오안나 등이 대표적이다. 수원, 안양, 여주, 성남, 남양주 등 경기 동남권에도 3~5명이 거주하고 있다.